# Kruisvuurbestraling
Kruisvuurbestraling (meer-veld-bestraling) is een vorm van röntgentherapie voor diep gelegen gezwellen, waarbij men stralenbundels uit verschillende richtingen op het gezwel richt, teneinde de stralingsdosis op de omgevende gezonde weefsels en de huid zo klein mogelijk te doen zijn, door deze over een groot gebied uit te smeren.